# VMEbus

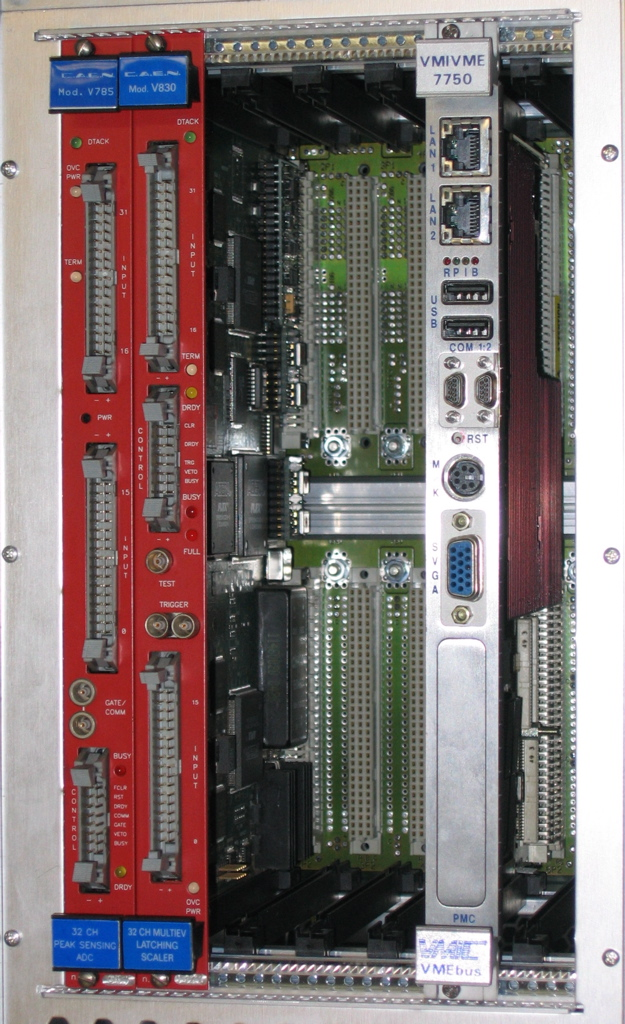
Esempio di bus VME

Il bus VME o VMEbus è un bus standard per computer sviluppato originariamente da Motorola negli anni settanta, successivamente standardizzato e utilizzato ampiamente in informatica ed ingegneria per applicazioni comuni. VME è acronimo di VERSABUS Module Eurocard.

## Storia
Nel 1981 Motorola, nel corso dello sviluppo del microprocessore 68000, ideò un bus di comunicazione chiamato VERSAbus basato sullo standard Eurocard. Successivamente altre grandi compagnie quali Philips e Thompson adottarono queste specifiche. Infine venne standardizzato dalla IEC come IEC 821 VMEbus, dalla IEEE e ANSI come ANSI/IEEE 1014-1987. Nel corso degli anni il protocollo VME ha subito varie modifiche fino all'attuale VME64, che appunto gestisce fino a 64 bit di indirizzamento. Esso raggiunge una performance di 40 MB/s. Il protocollo più recente è il VME64x che è dotato anche di funzionalità hot swap.

## Caratteristiche tecniche
Il bus VME utilizza un protocollo di comunicazione con linee dati ed indirizzi separate. Il numero massimo di indirizzi raggiunge 32 bit (scalabile anche a 24, 16 o 8 bit). I dati invece raggiungono al massimo 32 bit riducibili anche a 4, 16 o 24 bit.
Il bus VME è dotato di due connettori separati, generalmente indicati con P1 e P2, entrambi dotati di 3 linee da 32 pin. P1 contiene i 24 bit di indirizzo ed i 16 di dato, più tutti i segnali di controllo, come i data_strobe (DS1 e DS0), gli address modifier (AM[5..0]), ed altri come in tabella:
| PIN | Linea A  | Linea B    | Linea C   |
| --- | -------- | ---------- | --------- |
| 01  | D00      | /BBSY      | D08       |
| 02  | D01      | /BCLR      | D09       |
| 03  | D02      | /ACFAIL    | D10       |
| 04  | D03      | /BG0IN     | D11       |
| 05  | D04      | /BG0OUT    | D12       |
| 06  | D05      | /BG1IN     | D13       |
| 07  | D06      | /BG1OUT    | D14       |
| 08  | D07      | /BG2IN     | D15       |
| 09  | GND      | /BG2OUT    | GND       |
| 10  | SYSCLK   | /BG3IN     | /SYSFAIL  |
| 11  | GND      | /BG3OUT    | /BERR     |
| 12  | DS1      | /BR0       | /SYSRESET |
| 13  | DS0      | /BR1       | /LWORD    |
| 14  | /WRITE   | /BR2       | AM5       |
| 15  | GND      | /BR3       | A23       |
| 16  | /DTACK   | AM0        | A22       |
| 17  | GND      | AM1        | A21       |
| 18  | /AS      | AM2        | A20       |
| 19  | /GND     | AM3        | A19       |
| 20  | /IACK    | GND        | A18       |
| 21  | /IACKIN  | SERCLK     | A17       |
| 22  | /IACKOUT | SERDAT     | A16       |
| 23  | AM4      | GND        | A15       |
| 24  | A07      | /IRQ7      | A14       |
| 25  | A06      | /IRQ6      | A13       |
| 26  | A05      | /IRQ5      | A12       |
| 27  | A04      | /IRQ4      | A11       |
| 28  | A03      | /IRQ3      | A10       |
| 29  | A02      | /IRQ2      | A09       |
| 30  | A01      | /IRQ1      | A08       |
| 31  | -12V     | +5V (Batt) | +12V      |
| 32  | +5V      | +5V        | +5V       |

Il connettore P2 invece contiene altri 8 bit di indirizzo e ulteriori 16 bit di dato.
Il VME bus è caratterizzato da una gestione di tipo master-slave, è dotato di gestione degli interrupt e di cicli speciali di lettura. Impostando ad esempio il valore del parametro address modifier caratterizzato da 6 bit AM[0..5] si impostano ad esempio le seguenti funzionalità:
| CODICE AM[0..5] | FUNZIONE                               | BIT INDIRIZZO | MODALITÀ DI ACCESSO                |
| --------------- | -------------------------------------- | ------------- | ---------------------------------- |
| 0x3f            | Standard Supervisory block transfer    | 24 bit        | Block transfer privileged          |
| 0x3e            | Standard Supervisory Program access    | 24 bit        | Instruction access privileged      |
| 0x3d            | Standard Supervisor Data Access        | 24 bit        | Data access privileged             |
| 0x3b            | Standard Non-privileged block transfer | 24 bit        | Block transfer for normal programs |
| 0x3a            | Standard Non-privileged Program access | 24 bit        | Instruction access non-privileged  |
| 0x39            | Standard non-privileged Data Access    | 24 bit        | Data access non-privileged         |
| 0x2d            | Short supervisory Access               | 16 bit        | Privileged access.                 |
| 0x29            | Short non-privileged Access            | 16 bit        | Non-privileged access.             |
| 0x0f            | Extended supervisory Block transfer    | 32 bit        | Privileged block transfer.         |
| 0x0e            | Extended supervisory Program access    | 32 bit        | Privileged instruction access.     |
| 0x0d            | Extended supervisory Data Access.      | 32 bit        | Privileged data access.            |
| 0x0b            | Extended Non-privileged Block transfer | 32 bit        | Non-privileged block transfer.     |
| 0x0a            | Extended Non-privileged Program access | 32 bit        | Non-privileged instruction access. |
| 0x09            | Extended non-privileged data access.   | 32 bit        | Non-privileged data access.        |